# عملیات والفجر ۲
عملیات والفجر ۲ نام عملیات نظامی در طی جنگ ایران و عراق در تابستان ۱۳۶۲ می‌باشد که در طی آن نیروهای مسلح ایران و نیروهای کرد عراقی مورد حمایت ایران به مواضع عراقی حمله‌ور شدند و مناطقی را در کردستان عراق اشغال نمودند. این عملیات در کردستان عراق انجام شد و با این عملیات ایرانی‌ها جبهه جدیدی علیه نیروهای عراقی گشودند. این عملیات با رمز یا الله در محور پیرانشهر - حاج عمران به صورت نیمه گسترده در تاریخ ۲۹/۴/۱۳۶۲ به فرماندهی مشترک انجام شد.

## پیش زمینه
در سال منتهی به این عملیات جنگ بین ایران و عراق به مرحله واماندگی رسیده بود. ایرانی‌ها عملیات‌هایی را با استفاده از تکنیک یورش موج انسانی در جبهه‌های جنوبی اجرا نمودند که اکثراً با واکنش ارتش سوم عراق خنثی شدند. دولت ایران در این زمان توانسته بود حمایت‌های کردهای عراقی را به‌دست آورد و این فرصتی برای باز نمودن جبهه جنگی جدید در شمال را به‌دست آورد.

## اهداف عملیات
از جمله اهداف این نبرد برای ایرانی‌ها، تجزیه و انهدام نیروی دشمن و فتح چندین ارتفاع مهم منطقه به منظور خارج ساختن شهرهای مرزی از آتش سنگین توپخانه و دید عراقی‌ها بود. در این عملیات ۱۶ گردان از سپاه پاسداران و شش گردان پیاده و یک گردان مکانیزه از ارتش شرکت داشتند و هوانیروز کار پشتیبانی را انجام می‌داد. از دیگر اهداف این عملیات، تصرف ارتفاعات سرکوب منطقه و دست‌یابی به جاده مهم پیرانشهر - رواندوز و ایجاد زمینه لازم برای نزدیکی بیش‌تر به شهر و تأسیسات نفتی کرکوک عنوان شده است. علی صیاد شیرازی، فرماندهی ارتش را در این نبرد برعهده داشت.

## شرح عملیات
مبنای طرح عملیات، تک دورانی بود تا به این وسیله هرگونه فرصت واکنش از دشمن گرفته شود. به این ترتیب که از سمت راست چهار گردان و از سمت چپ سه گردان وارد عمل می‌شدند و پس از دور زدن ارتفاعات در تنگه «دربند»، الحاق می‌کردند و سرانجام پاک‌سازی به‌طور کامل انجام می‌شد. در ساعت ۲۴ روز ۲۹ تیر سال ۱۳۶۲ عملیات والفجر ۲ با رمز «یاالله یاالله یاالله» آغاز شد. این عملیات ۱۴ روز به طول انجامید.
در این عملیات، «پادگان حاج عمران» آزاد و نیروهای ایرانی بر شهر «چومان مصطفی» عراق مسلط شدند. آزادسازی چندین روستای منطقه، گمرک پیرانشهر و در مجموع بازگشت ۲۰۰ کیلومتر مربع به خاک ایران، از نتایج این عملیات بود.
مصطفی ردانی پور، فرمانده قرارگاه فتح سپاه از کشته شدگان این عملیات بود.

## استعداد و تلفات و خسارات

### ایران[۴]
سپاه پاسداران:
- تیپ ۳۳ المهدی (عج) با استعداد ۱۰ گردان پیاده؛
- تیپ ویژه شهدا با استعداد دو گردان پیاده؛
- لشکر ۸ نجف با استعداد دو گردان پیاده (-)؛
- لشکر ۱۴ امام حسین (ع) با استعداد دو گردان پیاده.

ارتش جمهوری اسلامی:
- لشکر ۹۲ زرهی با استعداد یک گردان مکانیزه؛
- تیپ ۱ لشکر ۶۴ پیاده با استعداد یک گردان پیاده؛
- تیپ ۲ لشکر ۷۷ پیاده با استعداد سه گردان پیاده.

حزب دمکرات کردستان عراق (بارزانی‌ها) با استعداد ۱۰۰۰ تن.
- یگان توپخانه، شامل: ۱۱ آتشبار.

### عراق[۴]
- تیپ‌های ۹۰، ۹۱، ۹۸، ۱۰۲، ۱۱۳ و ۴۳۳ پیاده؛
- تیپ ۵ گارد مرزی؛
- تیپ‌های ۳۱ و ۶۶ نیروی مخصوص.

تلفات این عملیات را ۴۰۰۰ کشته و زخمی برای عراق و بیش از ۲۰۰ نفر اسیر گفته‌اند. علاوه بر این، پنج فروند هواپیمای روسی عراق، ۱۰ فروند چرخبال، ۴۰ دستگاه تانک و نفربر زرهی، ۴۵ دستگاه خودرو مهمات و خودروهای دیگر و چندین قبضه سلاح سنگین و نیمه‌سنگین از ارتش عراق منهدم شدند.

## پیامدهای عملیات
عراقی‌ها با حمله هوایی به این عملیات‌ها پاسخ گفتند و برای نخستین بار در طول جنگ از گازهای شیمیایی استفاده نمودند. حمله شیمیایی با گاز خردل هنگامی انجام شد که ایرانی‌ها در حال پیش روی از قله کوه‌ها به سمت حاج عمران بودند و نیروهای عراقی مشغول دفاع از کوه پایه‌ها بودند. به دلیل ناآشنا بودن نیروهای عراقی با خواص گازهای شیمیایی، گازهای شیمیایی از بالای کوه به سمت پایین سرازیر شده و نیروهای عراقی را در کوه پایه‌ها و دره‌ها در معرض گازهای شیمیایی قرار داد. همچنین به دلیل ناهمواری‌های منطقه تانک‌های عراقی توان پیشروی در منطقه را نداشتند. استفاده عراقی‌ها از بالگرد نیز با مانع روبرو شد زیرا ایرانی‌ها و کردها به خوبی استتار نموده بودند.

## مطالعه‌بیشتر
- محسن رشید، گزارشی کوتاه/ مرکزمطالعات و تحقیقات جنگ سپاه پاسداران انقلاب اسلامی، ویرایش: مهدی انصاری، تهران: سپاه پاسداران انقلاب اسلامی، مرکز مطالعات و تحقیق جنگ، ۱۳۷۸، شابک: ۹۶۴–۶۳۱۵–۳۳-x